# El estudiante de intercambio
El estudiante de intercambio (en inglés, The Exchange) es una película de comedia dramática y coming-of-age coproducido internacionalmente de 2021 dirigida por Dan Mazer a partir de un guion de Tim Long. Está protagonizada por Ed Oxenbould, Avan Jogia y Justin Hartley. La película sigue los eventos desencadenados por el estudiante marginado Tim Long que ingresa a un programa de intercambio con la esperanza de que le envíen un alma gemela sofisticada desde Francia, pero termina con más de lo que esperaba cuando el extrovertido Stéphane aparece en su tranquila ciudad canadiense.
Fue estrenado en los Estados Unidos y Canadá el 30 de julio de 2021 por Elevation Pictures y Quiver Distribution.

## Argumento
Invierno de 1986, un pequeño pueblo canadiense llamado Hobart que todavía sufre los efectos de la recesión financiera.
Tim, un estudiante con pretensiones de sofisticación, ingresa a un programa de intercambio de estudiantes con la esperanza de que el estudiante francés comparta su amor por las cosas cultas de la vida. Algo que siente que les hace mucha falta a sus compañeros de clase provinciales. Para su consternación, el canjeado, Stéphane, no es lo que esperaba. Extrovertido, consciente de la moda, con un sano apetito por el sexo y poco interés por la "cultura". Stéphane inicialmente puede encantar rápidamente a quienes lo rodean como la asistente de enseñanza Diane. Incluso su dominante novio Gary Rothbauer, profesor de gimnasia escolar y policía local a tiempo parcial, inicialmente se enamora de Stéphane. En parte porque se rio de su broma, pero también por sus habilidades futbolísticas.
Paseando con Diane, Gary decide aprovechar una venta de cierre. Dejando a Diane afuera para que haga las compras, intimida al dueño para que haga una mejor oferta en zapatos que ya están rebajados. La gota que colmó el vaso para el comerciante en bancarrota, aunque aparentemente va a buscar existencias, en cambio va a la parte superior de su tienda para saltar . Sin darse cuenta, Diane se interpone en su camino. Al pasar por el otro lado de la calle con Tim, Stéphane ve lo que está a punto de suceder y se apresura a sacar a Diane del peligro. Diane se salva y el comerciante sale ileso. Stéphane es aclamado como un héroe, para disgusto de Gary y eclipsando aún más a Tim. Stéphane rápidamente se vuelve más popular, sobresaliendo en hacer amigos y cortejar a las chicas. Durante un viaje a casa desde la escuela, Tim está torpemente al frente con Brenda Crowfoot (una compañera de clase que está enamorada de él) mientras Stéphane se besa enérgicamente en la parte de atrás con su compañera de clase Mary. Stéphane incluso se las arregla para dar sabios consejos al padre de Tim acerca de compartir sus crecientes problemas comerciales con su esposa. El padre de Tim, a cambio, intenta ayudar al joven estudiante de intercambio a vincularse con su hijo, lo que lleva a Stéphane y Tim a un viaje nocturno lleno de acontecimientos.
No todo sale bien para Stéphane. Los matones de la escuela lo atacan por abuso racista al pegar su foto en un periódico sobre terroristas. La incitación persistente en el campo de fútbol lleva a Stéphane a dar un cabezazo al jugador infractor. Gary usa la tarjeta roja como pretexto para denigrar al jugador en el banquillo, lo que lleva a una acalorada efusión contra la ciudad y su mascota, la ardilla blanca de Stéphane. Al ver el comportamiento celoso y rencoroso de Gary por lo que es, Diane rompe con él.
Con sus relaciones con la ciudad agriándose, la difícil amistad de Stéphane con Tim cae en picada. Anteriormente, Stéphane había cambiado el video de presentación de Tim por uno que la pareja había hecho borrachos en el que Tim proclamaba su aprecio por Brenda, con la intención de que ella lo vea y los dos finalmente se reúnan. En cambio, el video termina reproduciéndose para toda la clase, humillando a Tim y abriendo una brecha entre los amigos. Stéphane se muda de la casa de Tim para quedarse con Brenda y sus hermanos, los Crowfoots. Los Crowfoots se encuentran en las afueras de la "sociedad educada" de la ciudad, siendo Primeras Naciones y, por lo tanto, simpatizan con el trato de Stéphane por parte de los demás habitantes.
Cuando se encuentra destruida la carroza de la Ardilla Blanca, se culpa a Stéphane, Gary insiste particularmente en que él es el culpable. En el desfile de la Ardilla Blanca, Stéphane es arrestado frente a todo el pueblo. Tim, a pesar de sus diferencias, hace una súplica apasionada en su defensa con su padre dando un paso al frente con una coartada. La sospecha de culpabilidad recae sobre Gary, quien primero protesta por su coartada de tener relaciones sexuales con Diane en ese momento. Sin embargo, ella está entre la multitud y refuta con enojo esta afirmación, ya que previamente rompió con él. Atrapado muy públicamente en una mentira y un crimen, Gary huye, pero el hermano de Brenda lo atrapa rápidamente y lo arresta. Stéphane y Tim ahora exonerados arreglan su relación. Los eventos resultan catárticos para muchos cuando los padres de Tim finalmente discuten abiertamente sus problemas financieros mientras Tim y Brenda se besan.
En una inversión de la trama de la película, Tim ha viajado a Francia como estudiante de intercambio para estar entre los amigos de Stéphane en París al final.

## Reparto
- Ed Oxenbould como Tim
- Avan Jogia como Stéphane
- Justin Hartley como Gary Rothbauer
- Jennifer Irwin como Sheila
- Paul Braunstein como Glenn
- Jayli Wolf como Brenda
- Melanie Leishman como Diane

## Producción
En abril de 2019, se anunció que Ed Oxenbould, Avan Jogia y Justin Hartley se habían unido al elenco de la película, con Dan Mazer dirigiendo a partir de un guion de Tim Long.
La fotografía principal comenzó en abril de 2019. El rodaje tuvo lugar en Almonte, Carleton Place y Ottawa, Ontario. La película está ambientada en la ciudad ficticia de Hobart, Ontario, una versión apenas disimulada de la ciudad natal de Long, Exeter.
La diseñadora de vestuario fue Lea Carlson, responsable de la moda de los años 80 que usaron los personajes de la película.

## Lanzamiento
En mayo de 2021, Quiver Distribution adquirió los derechos de distribución de la película en Estados Unidos. Fue lanzado en los Estados Unidos y Canadá el 30 de julio de 2021.

## Recepción
El sitio web de agregador de reseñas Rotten Tomatoes encuestó a 6 críticos y, clasificando las reseñas como positivas o negativas, evaluó cinco como positivas y una como negativa para una calificación del 83%. Entre las reseñas, determinó una calificación promedio de 6.70 sobre 10.

### Reconocimientos
| Año  | Premio                                     | Categoría                                    | Destinatarios  | Resultado | Ref.          |
| ---- | ------------------------------------------ | -------------------------------------------- | -------------- | --------- | ------------- |
| 2022 | 10.ª edición de los Canadian Screen Awards | Mejor dirección de arte/diseño de producción | Nigel Churcher | Nominado  | [ 10 ] [ 11 ] |
| 2022 | 10.ª edición de los Canadian Screen Awards | Diseño de vestuario                          | Lea Carlson    | Nominada  | [ 10 ] [ 11 ] |
| 2022 | 10.ª edición de los Canadian Screen Awards | Mejor cabello                                | Debra Johnson  | Nominada  | [ 10 ] [ 11 ] |